# Otto Rost
Otto Paul Rost (* 16. Juni 1887 in Keuern bei Döbeln; † 25. Juni 1970 in Döbeln) war ein deutscher Bildhauer und Hochschullehrer.

## Leben

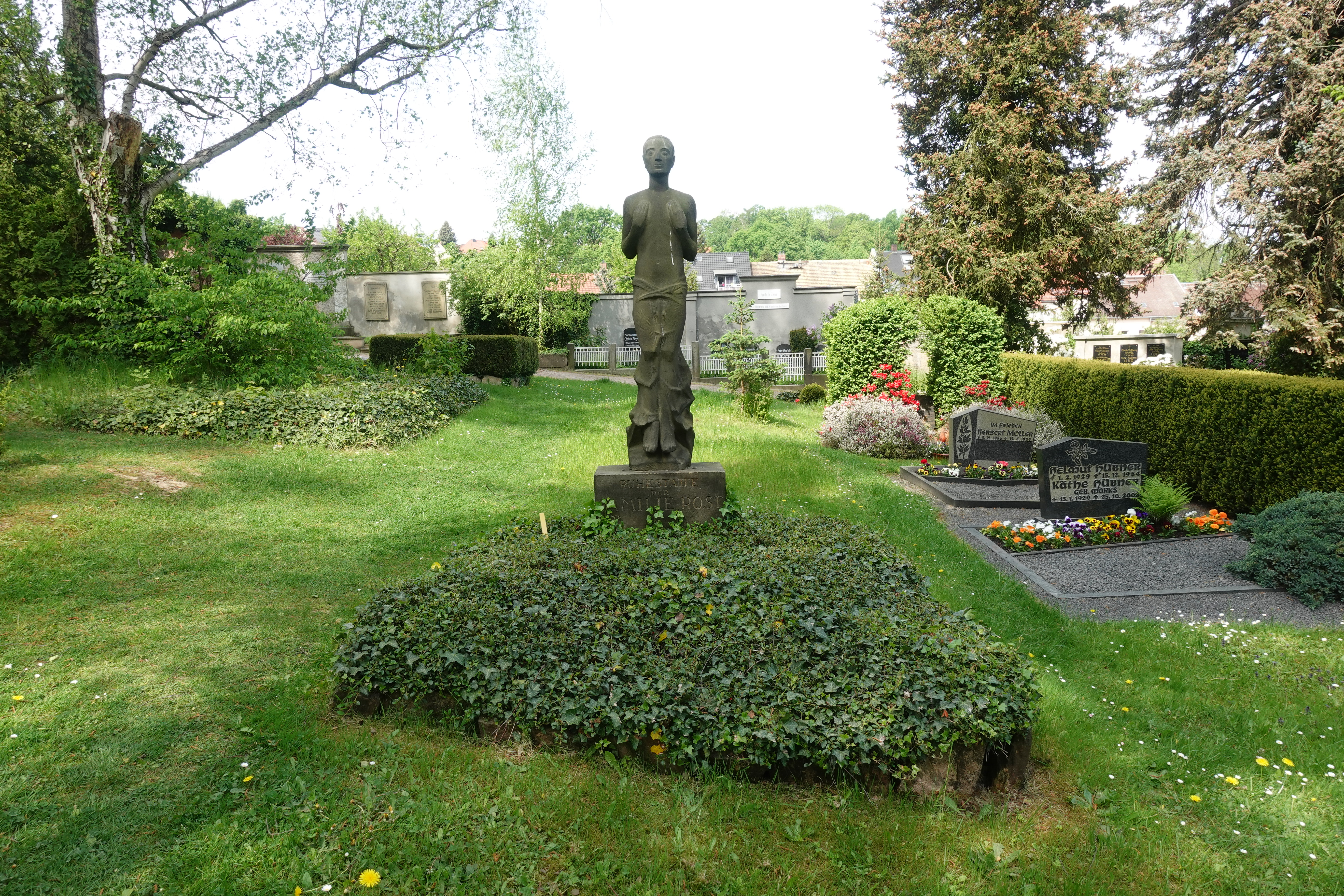
Grab von Otto Rost auf dem Niederfriedhof in Döbeln

Otto Rost studierte zwischen 1909 und 1914 an der Kunstgewerbeschule Dresden. Nach der Teilnahme am Ersten Weltkrieg studierte er von 1920 bis 1923 bei Georg Wrba an der Dresdner Kunstakademie. Er arbeitete danach freiberuflich als Bildhauer in Dresden. Rost trat zum 1. Mai 1933 der NSDAP bei (Mitgliedsnummer 2.458.575). Er war bis zu dessen Auflösung 1936 Mitglied im Deutschen Künstlerbund. In der Zeit des Nationalsozialismus war er Mitglied der Reichskammer der bildenden Künste und nachweislich auf mindestens sechzehn Ausstellungen vertreten, darunter 1940 bis 1944 in München auf der Großen Deutschen Kunstausstellung. Nachdem Wrba in den Ruhestand getreten war, wurde Rost im Juni 1939 vom sächsischen Reichsstatthalter Martin Mutschmann als Nachfolger berufen und erhielt vom Ministerium für Volksbildung einen zunächst dreijährigen Arbeitsvertrag über ein Lehramt für Bildhauerei an der Staatlichen Akademie der Bildenden Künste in Dresden, 1942 folgte ein zweiter, gleichartiger Vertrag. Allerdings war Rost zunächst gar nicht in die engere Wahl genommen worden. Nachdem aber sein Stil den ästhetischen Idealen der Nationalsozialisten entgegenkam und er außerdem 1936 für sein Relief „Rugbykampf“, das er anlässlich der Olympischen Spiele geschaffen hatte, einen Preis erhalten hatte, entschied man sich für Rost. Zum 31. März 1945 lief der zweite Vertrag aus, von den späteren Leitern der Kunstakademie wurde Rost nicht wieder eingestellt.
In der Nachkriegszeit betätigte sich Otto Rost im Sinne der neuen Machthaber im Demokratischen Block und in der Auftragskommission der Stadt Dresden. Er schuf in dieser Lebensphase vor allem eine große Zahl von Denkmäler, zunächst das Ehrenmal für die gefallenen Sowjetsoldaten, das auf dem Platz der Einheit in Dresden aufgestellt wurde, dann weitere ähnliche Kunstwerke in Döbeln, Freiberg, Schwedt/Oder und Tschenstochau in Polen. Neben den Kriegerdenkmälern schuf er vor allem Bildnisbüsten von Politikern, Pädagogen und Künstlern. Otto Rost wurde auf dem dortigen Niederfriedhof in Döbeln beigesetzt.
In Döbeln gibt es eine Otto-Rost-Straße.

## Schicksal einzelner Werke

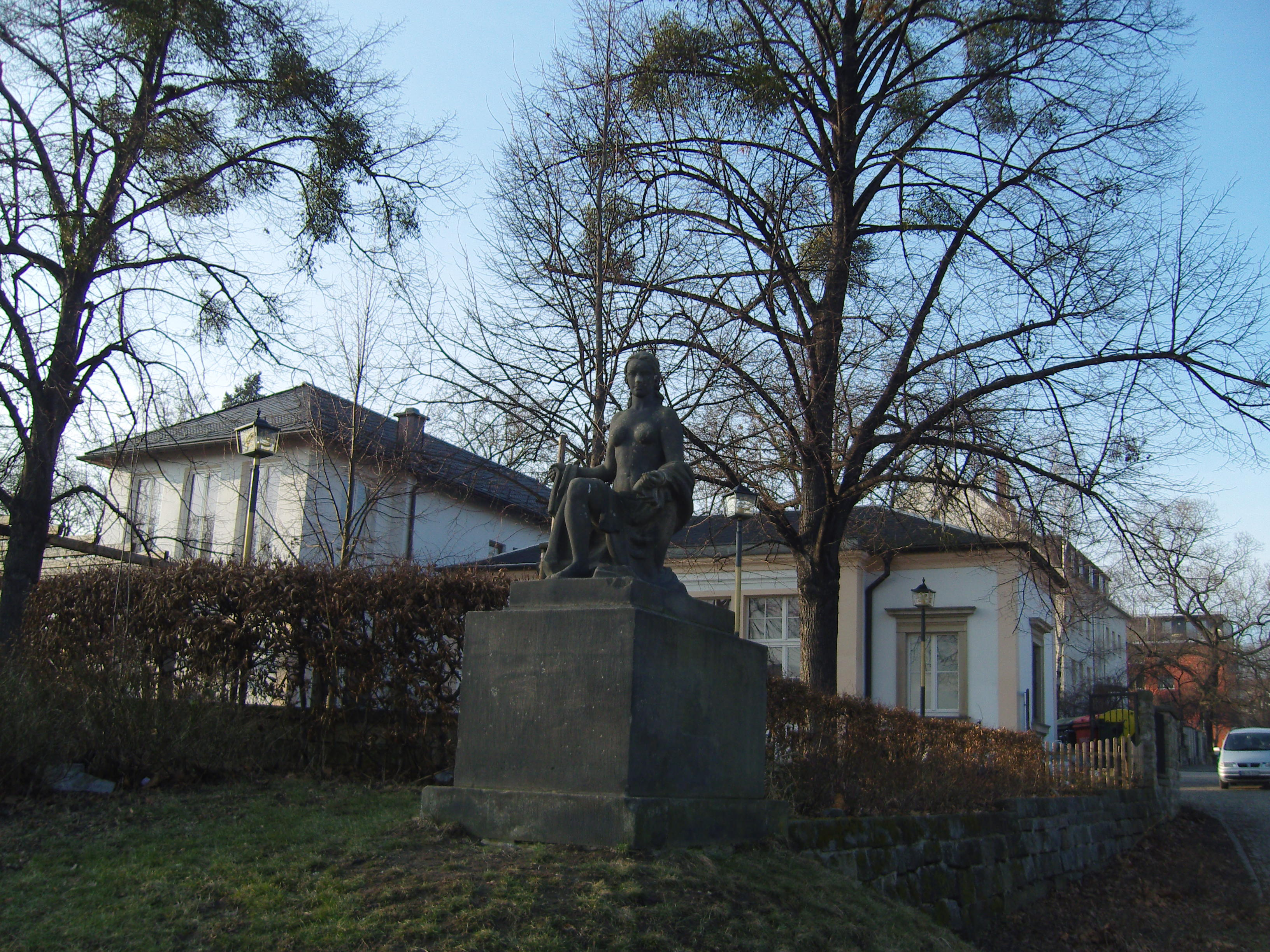
Die Große Knieende
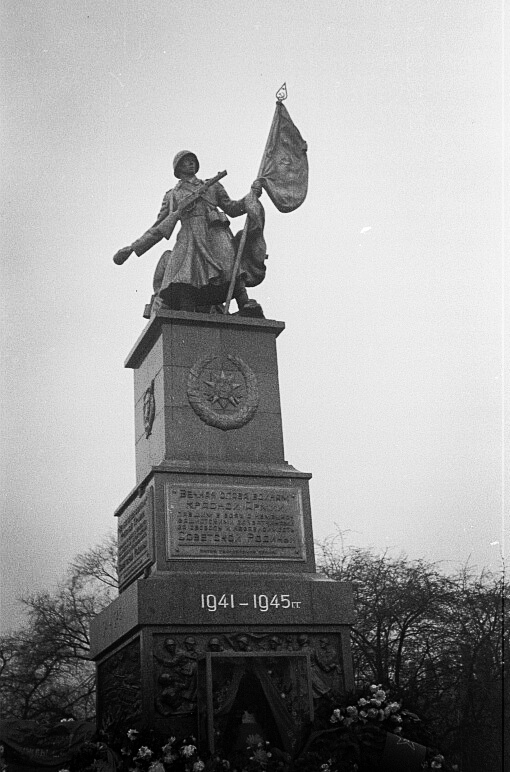
Sowjetisches Ehrenmal in Dresden, Aufnahme von Abraham Pisarek
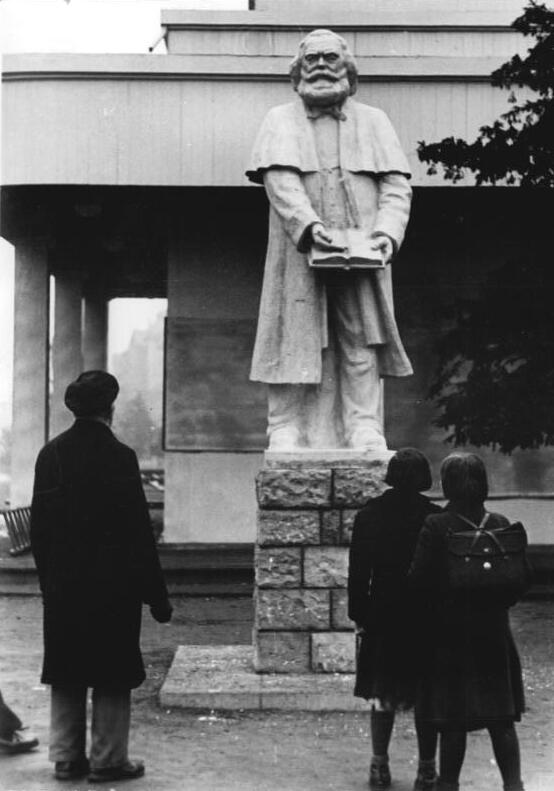
Karl-Marx-Denkmal am Platz der Einheit in Dresden, 1953
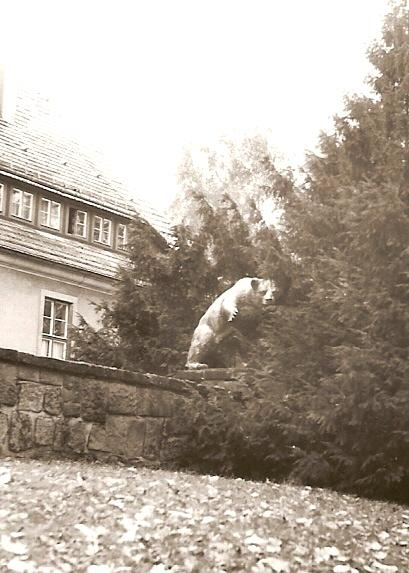
Eingelagerte Bronzeplastik Bär 1987 am Neuen Jägerhaus in Grillenburg
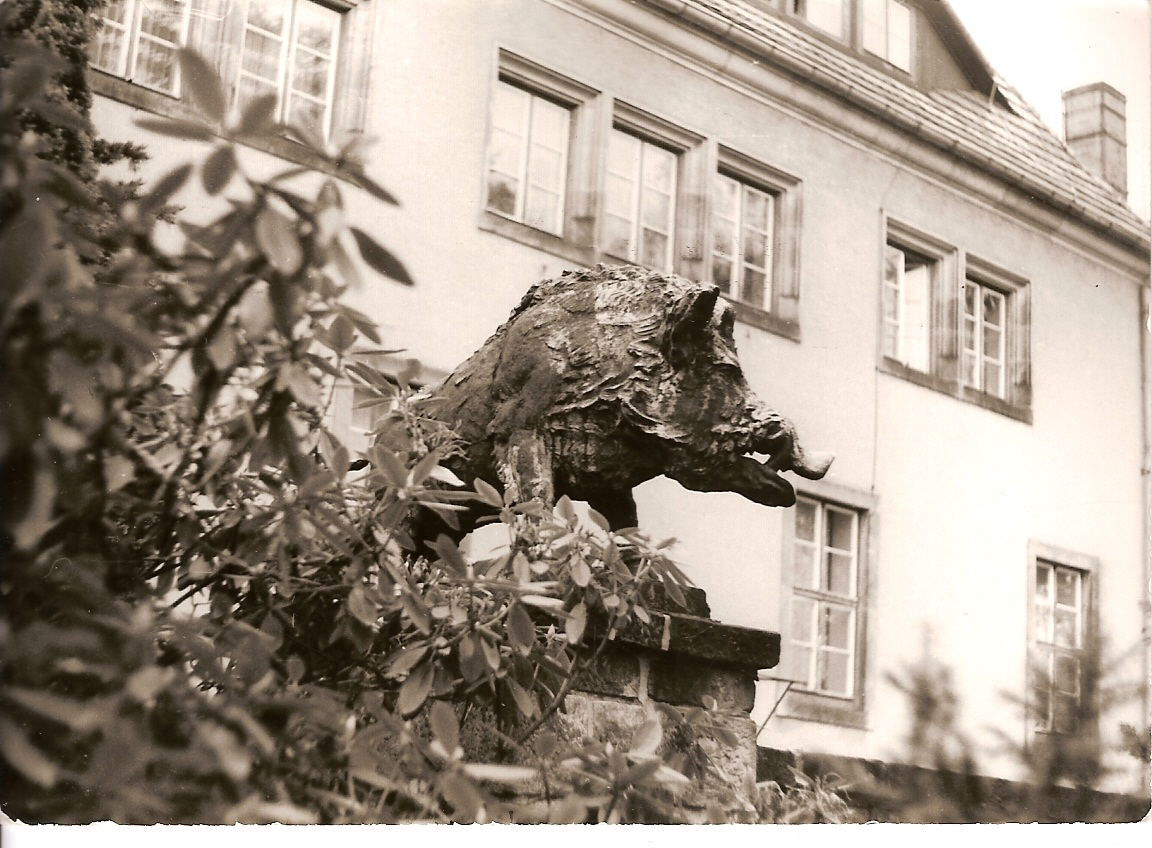
2000 gestohlene Bronzeplastik Keiler 1990 am Neuen Jägerhaus in Grillenburg

Der Weibliche Akt mit Stirnband, eine 75 cm hohe Bronzefigur, tauchte 1997 beim Umzug der Deutschen Fotothek in deren Beständen auf. Die Herkunft des Kunstwerks war unklar; es war bis zu diesem Zeitpunkt nirgends katalogisiert worden. Der Akt wurde den Staatlichen Kunstsammlungen übergeben.
Die Sandsteinfigur Große Knieende stand bis in die 1960er Jahre hinein vor dem Rosengartencafé in Dresden. Heute befindet sich ungefähr an dieser Stelle ein Brunnen. Die Große Knieende wurde auf den Sockel des im Krieg zerstörten Mädchens mit Gazelle von Wrba umgesetzt.
Das Ehrenmal für die Gefallenen der fünften Gardearmee wurde zunächst auf dem Unterbau des von Robert Diez geschaffenen Brunnens Stürmische Wogen errichtet. Es wurde am 25. November 1945 eingeweiht und blieb bis 1994 an seinem ursprünglichen Standort, dem Albertplatz in Dresden-Neustadt (1945: Platz der Roten Armee, 1946: Platz der Einheit, 1991: Albertplatz). Dann wurde das Bronzestandbild ohne den alten Unterbau auf den Olbrichtplatz vor das Militärhistorische Museum versetzt. Das Ehrenmal besteht aus einer Bronzegruppe auf einem dreifach gestuften Sockel aus rotem Meißner Granit. Es zeigt einen Rotarmisten, der mit der linken Hand das Sowjetbanner hält und hinter dem ein zweiter Soldat kniet, der ein Maschinengewehr in Anschlag hält. Otto Rost nutzte für diese Figurengruppe eine Szene aus dem Dokumentarfilm „Dresden 1946“, was auch die fast fotorealistische Darstellung der beiden Figuren und ihrer Attribute erklärt. Der Sockel des Standbilds trägt sowjetische Ehrenzeichen wie Hammer und Sichel, den Sowjetstern, Lorbeer und Schwert und Gewehr, eine russische Inschrift und auf dem mittleren Abschnitt vier Bronzereliefs. An der Frontseite sind sieben Rotarmisten mit der wehenden Flagge zu sehen, auf den anderen Sockelseiten sind militärische Szenen und der Wiederaufbau der Elbbrücken zu sehen.
Anlässlich des 70. Todestags von Karl Marx gab die SED-Bezirksleitung Dresden das Karl-Marx-Denkmal in Auftrag, das 1953 neben dem Pavillon der Deutsch-Sowjetischen Freundschaft am Platz der Einheit (Albertplatz) in Dresden aufgestellt wurde. Rost schuf die Skulptur in natürlichen Proportionen und Körpermaßen, wodurch sie klein und gedrungen wirkte und unter anderem als „Wurzelzwerg“ verspottet wurde. Das Denkmal wurde bald darauf wieder entfernt und vermutlich zerstört.

## Darstellung Rosts in der bildenden Kunst
- Hanna Hausmann-Kohlmann: Otto Rost (um 1945, Scherenschnitt)[9]

## Weitere Werke (Auswahl)
- Weibliches Bildnis (Porträtbüste, Bronze, 47,0 cm × 30,7 cm), 1925, Skulpturensammlung Dresden[10]
- Pomona (bronziertes und patiniertes Metall)[11]
- Sandalenbinderin (Meißner Porzellan), um 1930[12]
- Denkmal für die Gefallenen des Ersten Weltkriegs in Döbeln, 1922[13]
- Bronzeplastiken Keiler und Bär am Neuen Jägerhaus beim Schloss Grillenburg, 1938
- Weiblicher Akt mit Stirnband (Bronzeplastik)
- Badende (Bronze), 1940 auf der Großen Deutschen Kunstausstellung von der Reichsjugendführung für 2.000 RM erworben[14]
- Badende (Statuette, Metall), 1943 auf der Großen Deutschen Kunstausstellung von der Deutschen Arbeitsfront für 3.000 RM erworben[15]
- Die Dreizehnjährige (Statue, Bronze), Große Deutsche Kunstausstellung 1943, verkauft an Privatperson für  2500 RM[16]
- Fußballkampf (Bronzerelief)
- Bronzebüste eines Schwimmers
- Bronzebüste einer Mutter
- Herrenbüste, Stadtmuseum Bautzen
- SA-Stabschef Wilhelm Schepmann (Metallplastik)
- Wilhelm Külz (Bronzebüste)
- Otto Nuschke (Bronzebüste)
- Sowjetisches Ehrenmal auf dem Platz der Einheit in Dresden-Neustadt, 1945, 1994 umgesetzt auf den Olbrichtplatz[17]
- Mauersberger Totentanz (Stuckrelief, Gips, getönt) in Großrückerswalde, Mauersberger Kreuzkapelle, 1950/1953[18]
- Prof. Carl Rade (1952, Porträtplastik, Gips, getönt)[19]
- Karl-Marx-Denkmal neben dem Pavillon der Deutsch-Sowjetischen Freundschaft am Platz der Einheit in Dresden, 1953, entfernt
- Fassadenreliefs und Figuren am Haus Altmarkt in Dresden, 1953–1958[20]
- Reliefplastiken am Central-Theater in Döbeln
- zwei Kindergruppen aus Stein in Bad Elster
- Badende (Bronzefigur) in Bad Elster
- Verwundete (Bronzefigur) in Bad Elster

## Ausstellungen vor 1933 (unvollständig)
- 1916: Dresden, Galerie Ernst Arnold („Zweite Ausstellung Dresdner Künstler die im Heeresdienst stehen“)
- 1930: Dresden, Brühlsche Terrasse („Dresdner Kunst 1930“)
- Große Deutsche Kunstausstellung München, 1939–1940[21]
- Große Deutsche Kunstausstellung München, 1942–1944